# Sección de Fort-de-France
La sección de Fort-de-France (section de Fort-de-France en francés), es una división administrativa francesa, que está situada en el departamento de ultramar de Martinica y la región de Martinica.

## Historia
A principios de 2015 en aplicación de la Ley n.º 2011-884, de 27 de julio de 2011, relativa a las colectividades de Guayana Francesa y Martinica, el Consejo Regional de Martinica y el Consejo departamental de Martinica, se fusionaron en una Colectividad única de Martinica, siendo esta dotada de una asamblea de electos, denominada Asamblea de Martinica, formada por 64 miembros que son elegidos entre las cuatro secciones creadas a tal efecto en sustitución de los cantones, que fueron suprimidos por innecesarios.
La Sección de Fort-de-France fue creada en aplicación de dicha Ley y específicamente de su artículo 8.º, apartado L558-7,, estando formado por la unión de las fracciones de comuna de los antiguos cantones de Fort-de-France-1, Fort-de-France-2, Fort-de-France-3, Fort-de-France-4, Fort-de-France-5, Fort-de-France-6, Fort-de-France-7, Fort-de-France-8, Fort-de-France-9 y Fort-de-France-10.

## Composición
La sección de Fort-de-France comprende la comuna siguiente
| Comuna         | Cantones anteriores | Distrito       |
| -------------- | --- | -------------- |
| Fort-de-France | Fort-de-France-1, Fort-de-France-2, Fort-de-France-3, Fort-de-France-4, Fort-de-France-5, Fort-de-France-6, Fort-de-France-7, Fort-de-France-8, Fort-de-France-9 y Fort-de-France-10 | Fort-de-France |